# Le cinque facce della violenza
Le cinque facce della violenza (The Animals) è un film del 1970, diretto da Ron Joy. Il film è noto anche con i titoli Five Savage Men, Apache Vengeance e The Desperados.

## Trama
Rapita e violentata da una banda di rapinatori, una giovane donna, Alice, viene salvata da un Apache, Chato. Lui la cura fino alla guarigione e le insegna a sparare con un fucile e a cavalcare. Rintraccia i suoi aggressori e le permette di ucciderli uno a uno. Ma non sono soli nel loro inseguimento: uno sceriffo guida una squadra di uomini sulle tracce dei rapinatori. Quando Alice finalmente uccide l'ultimo aggressore, cade in stato di shock. Poi la squadra arriva e stermina l'Apache, scambiandolo per uno degli aggressori della giovane donna. Il film si conclude con l'arrivo di una banda di Apache che circonda la squadra.